# Coelichneumon junceus
Coelichneumon junceus är en stekelart som först beskrevs av Cresson 1873.  Coelichneumon junceus ingår i släktet Coelichneumon och familjen brokparasitsteklar. Inga underarter finns listade i Catalogue of Life.